# Aberrodomus
Aberrodomus is een geslacht van mosdiertjes uit de  familie van de Bifaxariidae en de orde Cheilostomatida

## Soorten
- Aberrodomus candidus Gordon, 1988
- Aberrodomus pocillifer (Harmer, 1957)
- Aberrodomus sinuatus (Harmer, 1957)